# Leo Speetjens
Alphonsus Hubertus Leonardus (Leo) Speetjens (Slenaken, 10 april 1897 
– 17 september 1986) was een Nederlands politicus.
Hij werd geboren als zoon van Hubertus Wilhelmus Speetjens (1860-1936) en Maria Mechtilda Hautvast (1866-1942). Hij was aanvankelijk molenaar en rond 1928 werd hij gemeentesecretaris van Slenaken. In 1929 volgde hij zijn vader op als burgemeester van Slenaken. Speetjens vervulde die functie tot zijn pensionering in 1962. Hij overleed in 1986 op 89-jarige leeftijd.